# Shameless (песня)
«Shameless» — песня, записанная американским кантри-музыкантом Гартом Бруксом, вышедшая в качестве 2-го сингла с его третьего студийного альбома Ropin’ the Wind (1991). Автором песни выступил автор-исполнитель Билли Джоэл (чья авторская версия достигла № 40 в Hot Adult Contemporary Tracks). Сингл в исполнении Гарта Брукса возглавил американский кантри хит-парад, став в нём седьмым в музыкальной карьере Брукса лидером чарта этого музыкального жанра.
За несколько недель песня дошла до первого места чарта Hot Country Songs журнала Billboard, оставаясь на № 1 две недели в ноябре 1991 года.

## Чарты (версия Билли Джоэля)
| Чарт (1989)                                | Высшая позиция |
| ------------------------------------------ | -------------- |
| US Billboard Hot Adult Contemporary Tracks | 40             |

## Чарты (версия Гарта Брукса)

### Еженедельные чарты
| Чарт (1991)                       | Высшая позиция |
| --------------------------------- | -------------- |
| Canada Country Tracks (RPM)       | 1              |
| Dutch Singles Chart               | 43             |
| UK Singles Chart                  | 71             |
| США (Billboard Hot Country Songs) | 1              |

### Итоговые годовые чарты
| Чарт (1991)                 | Позиция |
| --------------------------- | ------- |
| Canada Country Tracks (RPM) | 38      |